# Епископ славонски Емилијан
Емилијан (световно Емил Мариновић, Горњи Михољац, Славонија, 10. јул 1902 — Пакрац, 18. јануар 1982) био је епископ славонски.

## Живот
Епископ Емилијан рођен је 10. јула 1902. у Горњем Михољцу у Славонији. Богословију је завршио у Сремским Карловцима, а Богословски факултет у Београду.
Епископ пакрачки Мирон рукоположио га је 16. септембра 1933. у чин ђакона, а сутрадан за презвитера. До избора за епископа био је библиотекар Патријаршијске библиотеке и парохијски свештеник.
За викарног епископа марчанског изабран је 28. маја 1949. и додељен митрополиту загребачком Дамаскину да помогне у администрацији Епархијом пакрачком. У чин епископа хиротонисан 17. јула исте године.
12. јуна 1951. је изабран за епископа пакрачког. Како је 1959. године Пакрачка епархија преименована у Славонску, тако је и епископ Емилијан понео звање епископа славонског. Обновљени су бројни храмови (Окучани, Нова Градишка, Јасеновац).
После смрти митрополита Дамаскина дуже време администрирао је Митрополијом загребачком (1969—77.).
Умро је 18. јануара 1982. у Пакрацу. Сахрањен је у Саборној цркви у Пакрацу.